# Børstingerød Mose
Børstingerød Mose er et 60 hektar stor fredet moseområde i Allerød Kommune.
I fortiden har den været brugt til tørvegrav. Mosens jordlodder ejes af gårde omkring Lillerød og Kollerød, ligesom Allerød Kommune ejer en del af området.